# ナタナエル・マテオ
ナタナエル・マテオ（Natanael Mateo、1981年12月16日 - ）は、ドミニカ共和国出身のプロ野球選手（投手）。

## 来歴・人物
カープアカデミーから2002年に広島東洋カープと正式契約を交わした。146km/hのストレートの他、カーブ・スライダー・シンカーといった変化球を持つ投手として期待されたが、一軍での出場はなく同年限りで退団した。
ちなみに、NPBで3桁の背番号を背負った最後の支配下登録選手である。

## 詳細情報

### 年度別投手成績
- 一軍公式戦出場なし

### 背番号
- 107 （2002年）